# Tấm quang điện

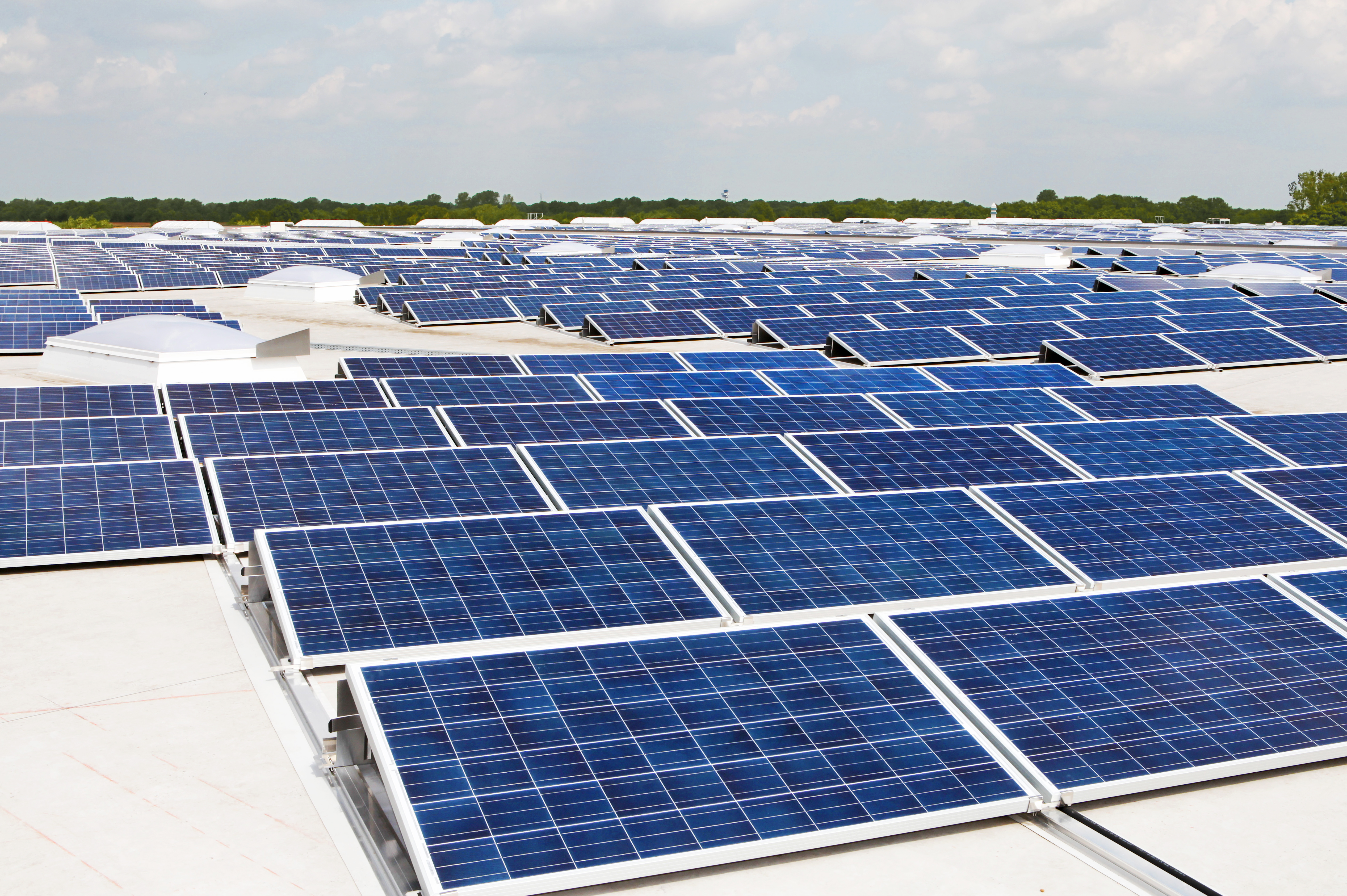
Tấm pin năng lượng mặt trời được gắn trên mái nhà.

Tấm quang điện là thiết bị chuyển đổi ánh sáng mặt trời thành điện năng bằng cách sử dụng tế bào quang điện (PV). Tế bào PV làm từ vật liệu tạo ra điện tử khi tiếp xúc với ánh sáng. Các điện tử chạy qua mạch điện, tạo ra dòng điện một chiều (DC) có thể dùng để cấp nguồn hoặc lưu trữ trong pin. Các tấm pin mặt trời còn gọi là tấm điện mặt trời hoặc mô-đun PV.
Tấm pin mặt trời được sắp xếp thành mảng hoặc hệ thống. Hệ thống quang điện bao gồm tấm pin, biến tần, và các thành phần khác. Nó có thể cung cấp điện cho các ứng dụng không kết nối lưới hoặc được kết nối lại lưới. Tấm pin mặt trời sử dụng năng lượng tái tạo, giảm phát thải khí nhà kính và giảm hóa đơn tiền điện. Tuy nhiên, chúng phụ thuộc vào ánh sáng mặt trời, đòi hỏi bảo trì và có chi phí ban đầu cao. Chúng được sử dụng rộng rãi trong các ngành công nghiệp và dân dụng.

## Lịch sử
Năm 1839, nhà vật lý người Pháp Edmond Becquerel đã khám phá khả năng của một số vật liệu tạo ra điện tích khi tiếp xúc với ánh sáng. Mặc dù những tấm pin mặt trời ban đầu này không đủ hiệu quả để cung cấp điện cho các thiết bị điện đơn giản, nhưng chúng đã được sử dụng như một công cụ để đo ánh sáng.
Sau đó, vào năm 1873, kỹ sư điện người Anh Willoughby Smith phát hiện rằng tiếp xúc với ánh sáng có thể tạo ra điện tích trên selenium, nhưng không có ai lặp lại được quan sát này cho đến khi William Grylls Adams và Richard Evans Day công bố bài báo "Tác động của ánh sáng lên selenium" vào năm 1876, mô tả thí nghiệm để tái tạo kết quả của Smith.
Vào năm 1881, nhà phát minh người Mỹ Charles Fritts đã tạo ra tấm pin mặt trời thương mại đầu tiên. Fritts mô tả chúng là "liên tục, ổn định và có hiệu suất đáng kể không chỉ dưới ánh sáng mặt trời mà còn dưới ánh sáng ban ngày mờ, khuếch tán". Tuy nhiên, so với các nhà máy nhiệt điện than, các tấm pin mặt trời này vẫn rất không hiệu quả.
Vào năm 1939, Russell Ohl đã phát triển thiết kế pin mặt trời được sử dụng rộng rãi trong các tấm pin mặt trời hiện đại. Ông đã nhận được bằng sáng chế cho thiết kế này vào năm 1941. Sau đó, vào năm 1954, Bell Labs đã sử dụng thiết kế này để tạo ra tấm pin mặt trời silicon thương mại đầu tiên.
Từ năm 2008 đến năm 2013, ngành lắp đặt bảng điều khiển năng lượng mặt trời đã đạt được sự tăng trưởng đáng kể. Sự tăng trưởng này đã đưa đến việc có nhiều dự án lắp đặt không phải trên mái nhà lý tưởng cho năng lượng mặt trời và đặt ra thách thức về những mái nhà bị che nắng và vấn đề định hướng. Để giải quyết thách thức này, người ta đã sử dụng lại các bộ biến tần vi mô và sau đó tạo ra các bộ tối ưu hóa năng lượng.
Các nhà sản xuất bảng điều khiển năng lượng mặt trời đã hợp tác với các công ty biến tần vi mô để phát triển các mô-đun AC và cùng với đó, các công ty tối ưu hóa năng lượng đã hợp tác với nhà sản xuất mô-đun để tạo ra các mô-đun thông minh. Đến năm 2013, nhiều nhà sản xuất bảng điều khiển năng lượng mặt trời đã công bố và bắt đầu cung cấp các giải pháp mô-đun thông minh của riêng họ.

## Tiêu chuẩn
Các tiêu chuẩn thông thường được sử dụng trong các mô-đun năng lượng mặt trời:
- IEC 61215 (hiệu suất silic điều tạo), 61646 (hiệu suất màng mỏng) và 61730 (tất cả các mô-đun, an toàn), 61853 (kiểm tra hiệu suất và đánh giá năng lượng của mô-đun năng lượng mặt trời)
- ISO 9488 Năng lượng mặt trời - Thuật ngữ chuyên ngành.
- UL 1703 từ Underwriters Laboratories
- UL 1741 từ Underwriters Laboratories
- UL 2703 từ Underwriters Laboratories
- Nhãn CE
- Loạt thiết bị kiểm tra an toàn điện (EST) (EST-460, EST-22V, EST-22H, EST-110).

## Ứng dụng
Có nhiều ứng dụng thực tế cho việc sử dụng tấm pin mặt trời hoặc năng lượng mặt trời. Đầu tiên, nó có thể được sử dụng trong nông nghiệp như một nguồn điện cho việc tưới tiêu. Trong lĩnh vực chăm sóc sức khỏe, tấm pin mặt trời có thể được sử dụng để làm lạnh các vật tư y tế. Nó cũng có thể được sử dụng cho cơ sở hạ tầng. Các mô-đun năng lượng mặt trời được sử dụng trong các hệ thống năng lượng mặt trời và bao gồm một loạt các thiết bị điện:
- Kênh năng lượng mặt trời
- Trạm năng lượng mặt trời
- Hệ thống năng lượng mặt trời trên mái nhà
- Hệ thống năng lượng mặt trời độc lập
- Hệ thống năng lượng mặt trời kết hợp
- Năng lượng mặt trời tập trung
- Năng lượng mặt trời nổi; các tấm pin mặt trời trên mặt nước
- Máy bay năng lượng mặt trời
- Lọc nước bằng năng lượng mặt trời
- Laser bơm bằng năng lượng mặt trời
- Phương tiện năng lượng mặt trời
- Hệ thống nước nóng năng lượng mặt trời
- Tấm pin mặt trời trên tàu vũ trụ và trạm vũ trụ